# MacAyeal Peak
MacAyeal Peak är en bergstopp i Antarktis. Den ligger i Östantarktis. Australien gör anspråk på området. Toppen på MacAyeal Peak är 1 100 meter över havet.
Terrängen runt MacAyeal Peak är lite bergig. Trakten är obefolkad. Det finns inga samhällen i närheten. 